# Gerardo Matos Rodríguez
Gerardo Matos Rodríguez, znany także jako Becho (ur. 28 marca 1897 w Montevideo, zm. 25 kwietnia 1948 tamże) – urugwajski muzyk, kompozytor oraz dziennikarz. Znany jest głównie jako twórca klasycznego utworu „La Cumparsita”, prawdopodobnie najsłynniejszego i najbardziej znanego tanga wszech czasów, które skomponował jako młody student w 1919 i do którego prawa autorskie sprzedał, a następnie przez wiele lat starał się je odzyskać.
Rodríguez urodził się i zmarł w Montevideo, niemniej jednak często podróżował po Europie, a Paryż był w tym czasie jego drugim domem.